# Biserica de lemn din Șirineasa

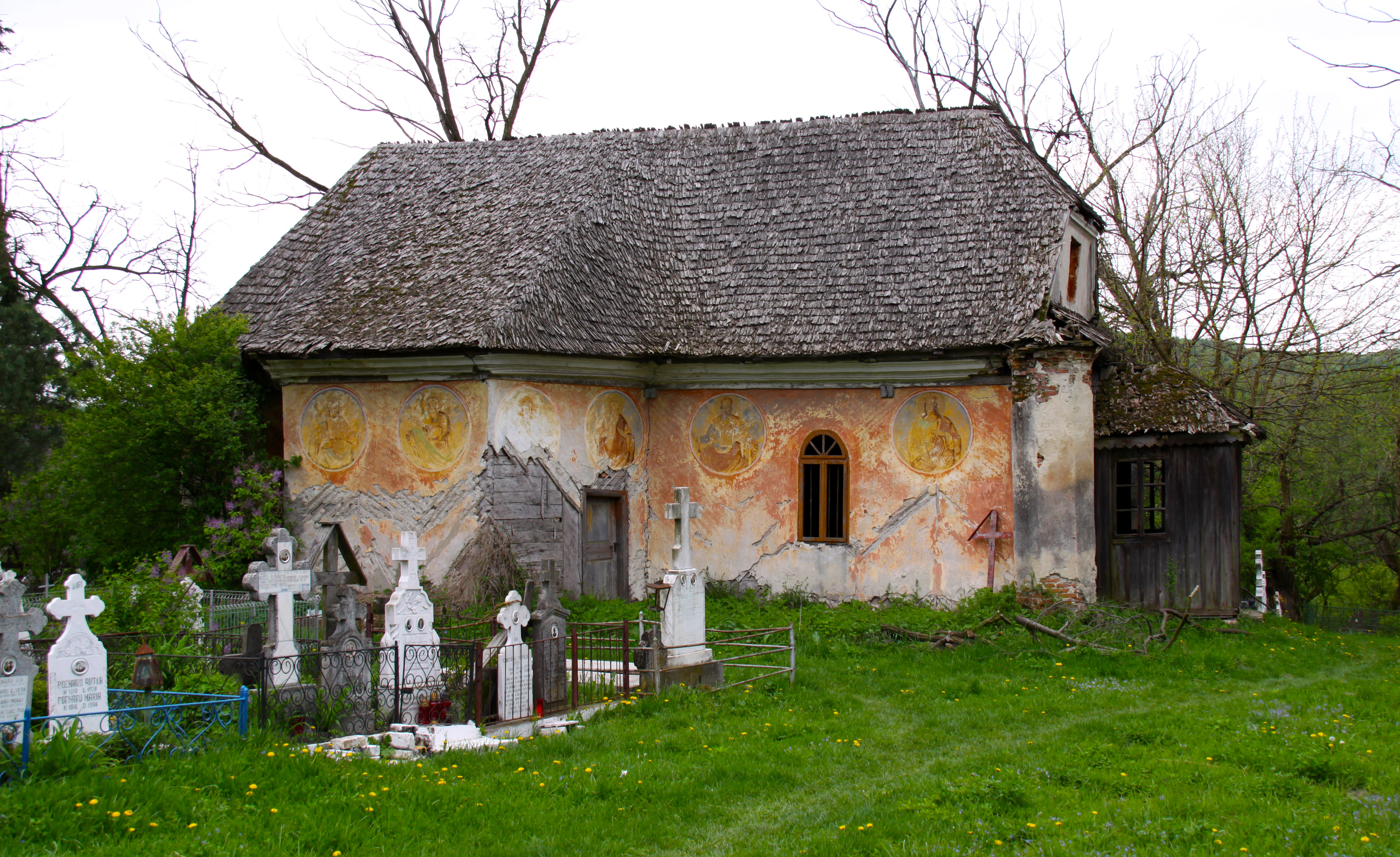
Biserica de lemn din Şirineasa, foto: 2010

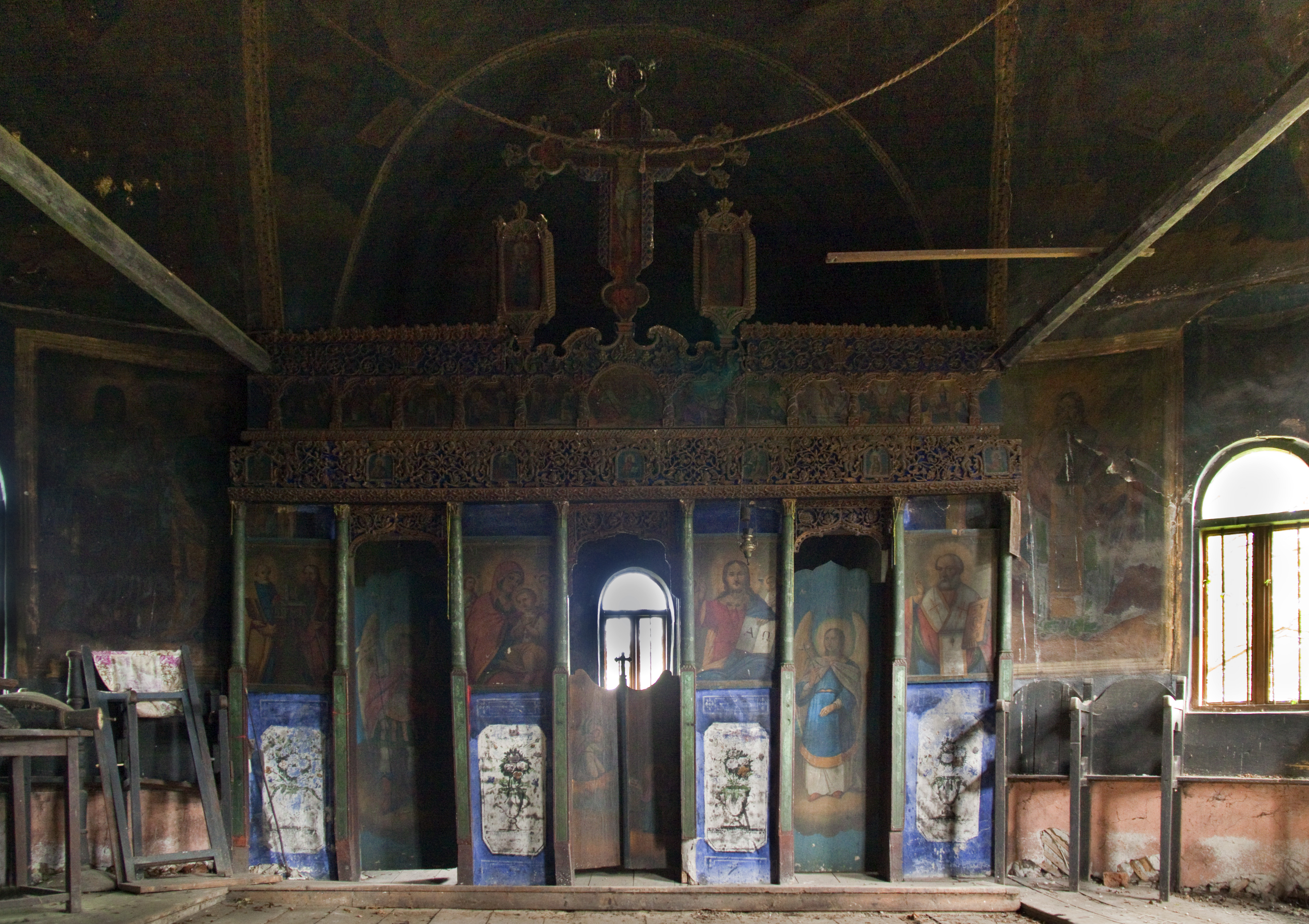
Remarcabilul iconostas păstrat în biserica de lemn din Şirineasa. Foto: 2010

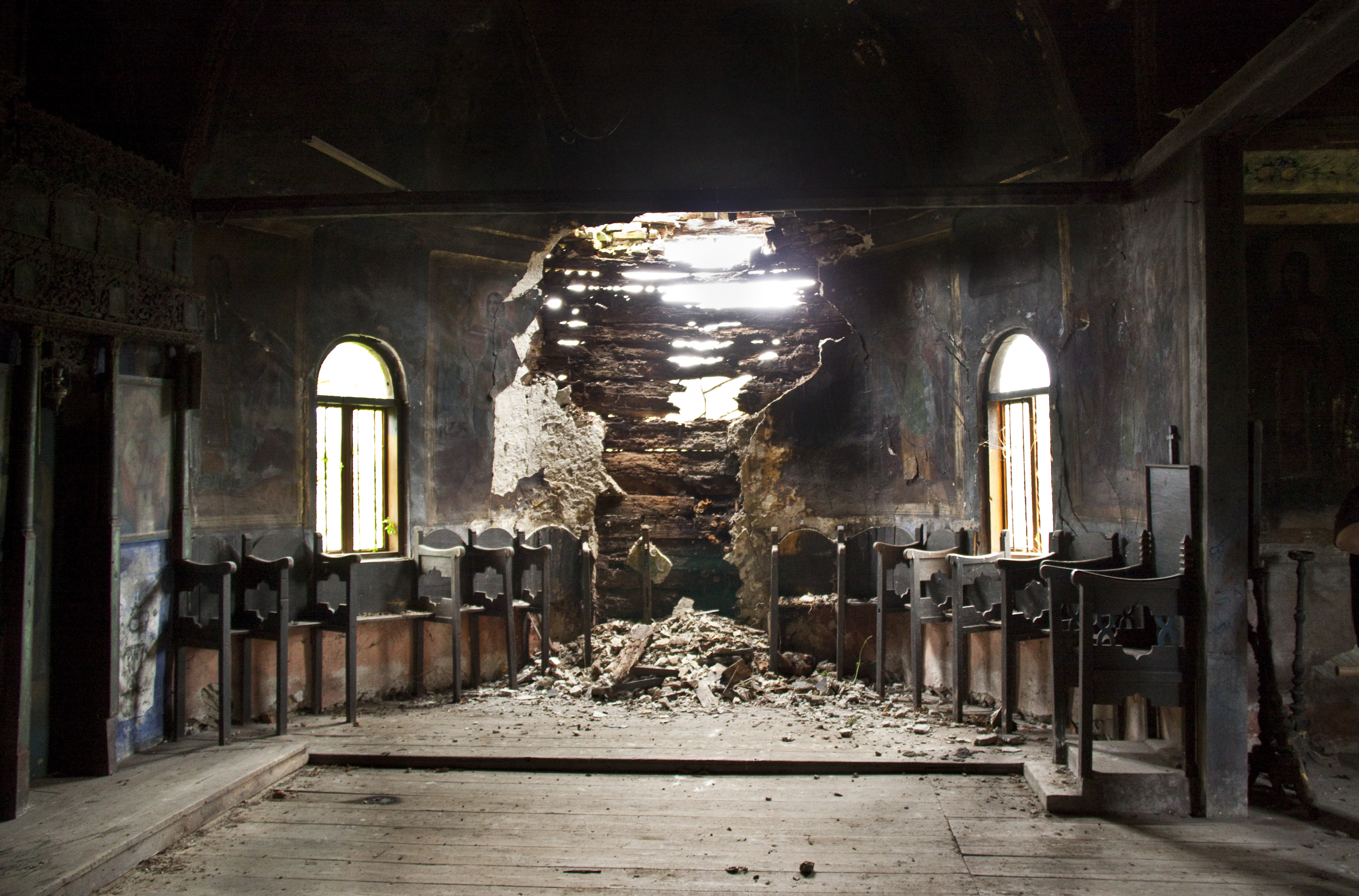
Starea de conservare a absidei sudice cere intervenţii urgente de protecţie, foto: 2010

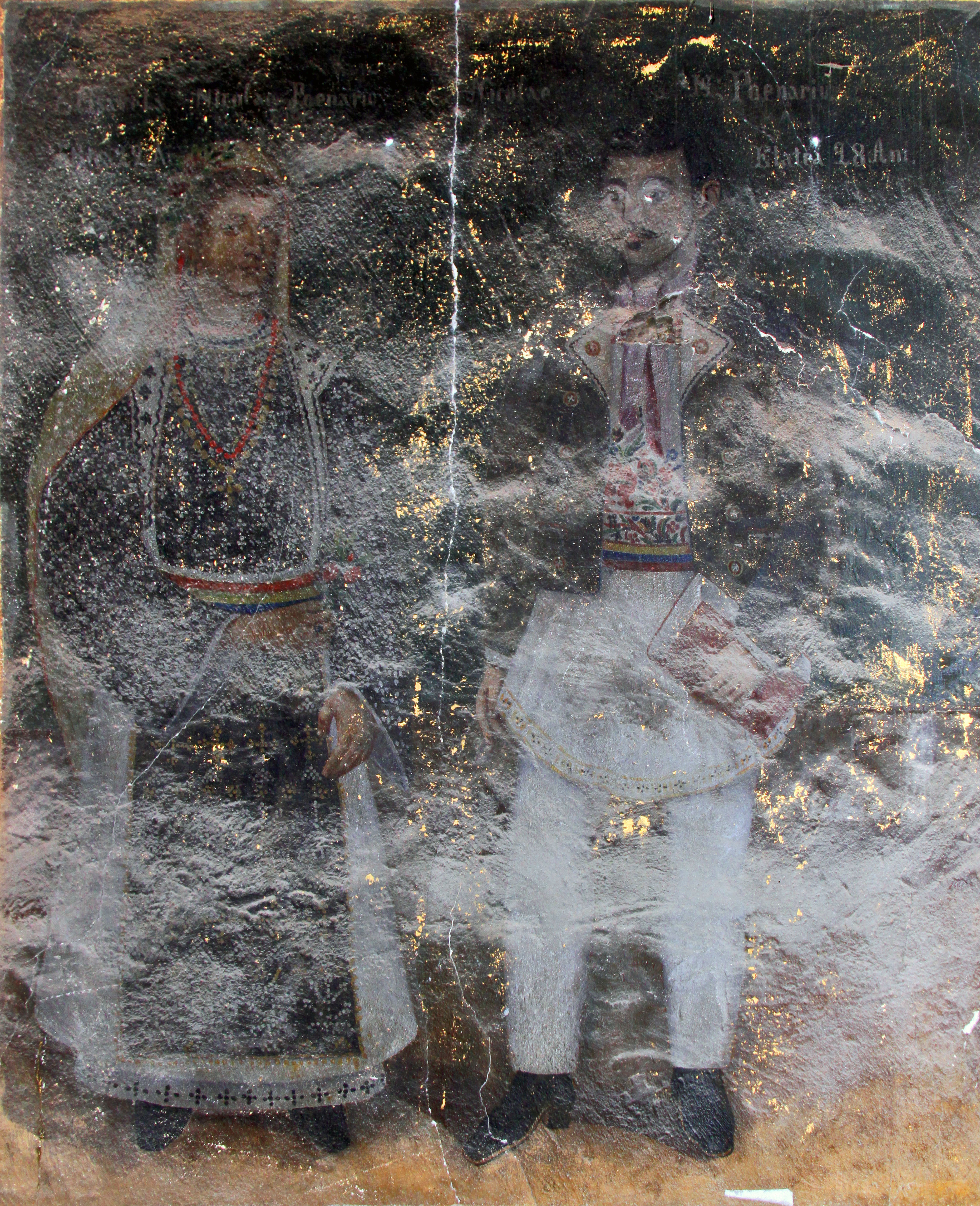
Ctitorii bisericii la 1887, Elisaveta şi Nicolae Poenaru, pictură pe peretele de intrare, în interior, de Ioan P. Leuleanu, foto: 2010

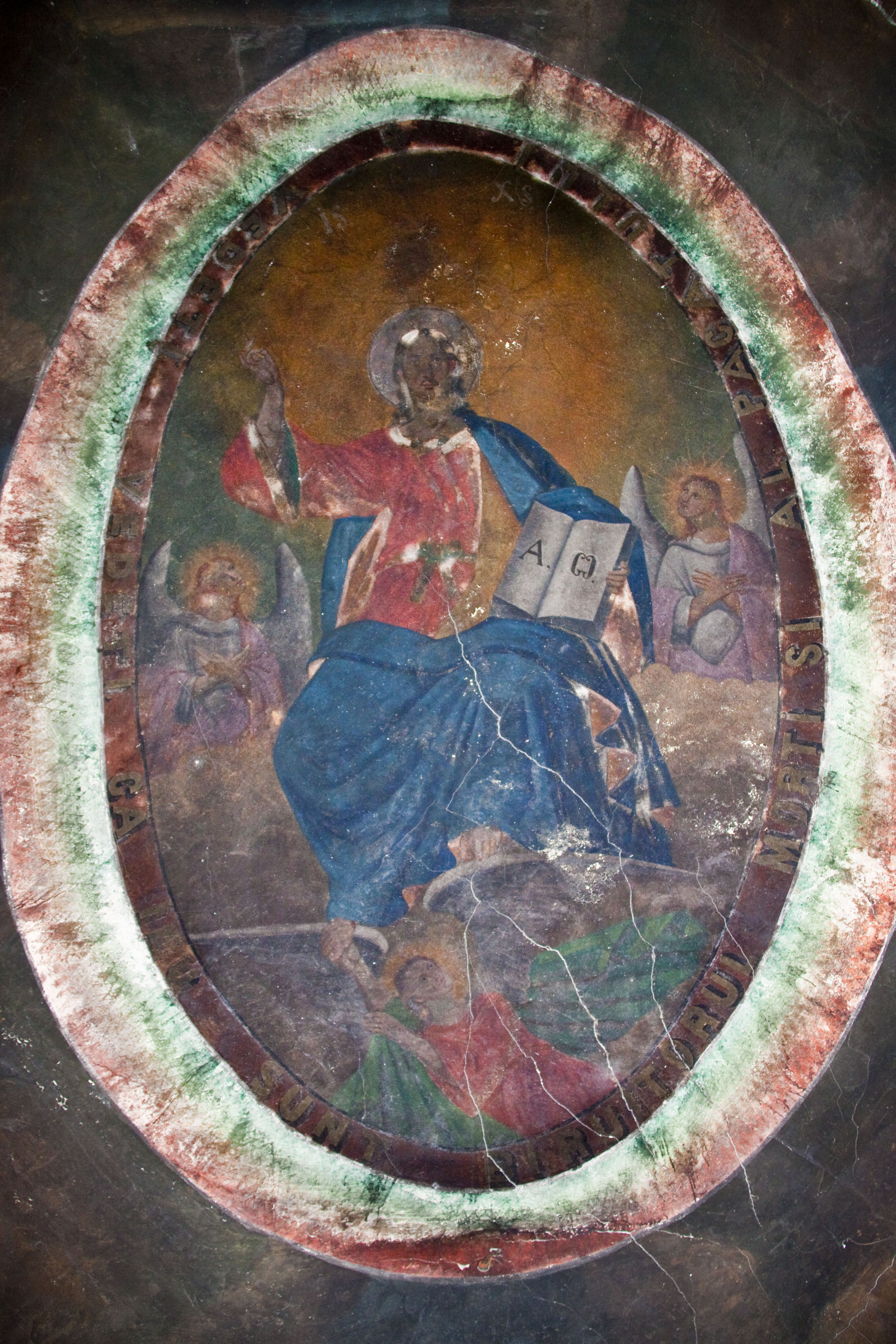
Iisus, „biruitorul morţii şi al păcatului”, foto: 2010

Biserica de lemn din Șirineasa se află în localitatea Șirineasa,  județul Vâlcea și are hramul „Sf. Nicolae”. După datele mai vechi, lăcașul ar fi ctitorira domnească a lui Constantin Brâncoveanu și a soției sale Maria, de la anul 7202 al erei bizantine. Conform pisaniei, biserica a fost refăcută din temelii între anii 1883-1887, prin primarul Nicolae Poenaru și mulți alți ctitori locali. Se remarcă drept una dintre cele mai ambițioase și îndrăznețe biserici de lemn din Oltenia prin planul treflat și dimensiunile mari, chiar unică pentru această regiune în modelul adoptat. Ridicată într-un sat de foști clăcași, împropietăriți prin reforma agrară a lui Alexandru Ioan Cuza de la 1864, biserica de lemn din Șirineasa stă drept un martor prețios al eforturilor de emancipare și afirmare socială ale comunității. Semnificativ este și iconostasul sculptat filigran, a cărui vechime este neclară. Nu este înscrisă pe noua listă a monumentelor istorice, deși o merită cu prisosință. 

## Istoric
Vechile izvoare istorice surprind ridicarea bisericii de lemn din Șirineasa de către Constantin Brâncoveanu și a soției sale Maria, în partea lor de moșie, în anul 7202 al erei bizantine, 1694 al erei noastre. Moșia împreună cu biserica au fost în anul următor închinate metoc Mănăstirii Horezu după cum spune documentul de danie: „Și iară să fie sfintei mănăstiri metohul de la Șirineasa ot sud Vâlcea, cu casele și cu biserica, cinstind hramul Sf. Nicolae, cu pivnița și cu jicnița și cu două roate de moară și cu o dârstă în apa Luncavățului, care și acestea le-au făcut părintele Ion; iar moșia Șirineasa este dată de Domnia mea sfântei mănăstiri”. Din structura de lemn, parțial dezvelită de vremuri de sub tencuială, nu se pot distige părți mai vechi care să poată fi atribuite unei construcții anterioare. 
Biserica de lemn păstrată în Șirineasa a primit forma și haina actuală între anii 1883-1887 și corespunde probabil unei refaceri din temelie. Pisania interioară, peste intrare, reține următoarele date: „Această Sf. și Dumnezeiască Biserică cu Patronagiu Sf. Ereu Nicolae, care din Vechime au fost făcută [tot ân acest sat] ... [iar] ân anul 1883 prin Propaganda Preo[tului acestei biserici] Vasile ...escu și altor l[ocuitor]i ... [sau prins] ân lucru din nou cu binecuvântarea prea o Sf. sale Episcop. Iosif Bobulescu iar ân Anul 188[7] Apri[lie] ... [sau] terminat [și s]fințit cu b[inecuv]ânta[rea prea] o Sf. sale Episcop. Râmnicu Noul Severin Ghenadie Enăceanu. La ridicarea acestui Sf. Templu au contribuit ... atât din acest sat Șirineasa cum și din alte Comune Străine prin Stăruitori și Titori care au Sacrificat mai multă osteneală să numără aceștea și anume: Nicolae Poenariu actual Primar al Comunei Șirineasa, Barbu Marin Bolborici, Păun Ion Donțu, Pătru Achimescu, Ion Bucurescu, Ion Iliescu, Mărin I Radu, Ion Ion Moisescu, Nicolae Bucur, Nae Mihail Arindașiu Moși Șirineasa, Dumitru Oprescu Perceptor Comunei Șirinesi care ... au ajutat la ridicarea acestui Sf. Templu atât prin Bani cât și prin Stăruința lor, fiind Arhitect ...: Istrătoiu Costandin, Popa Dinca, Mărin Sandu, Tâmplar Mărin Predescu, Pictor I. P. Leulanu, sau ânpodobit și ânfrumusețat după cum să vede spre pomenire ân Veci. Dumnedzeu să le primească Prinoasele. Anul 1887 Mai 19”. Între ctitorii bisericii se remarcă soții Poenaru, pictați în interior, în dreapta intrării, dar și mulți alți localnici, practic întreaga elită locală, și chiar contribuitori din localitățile vecine. 
După terminarea bisericii noi de zid, de la șosea, în 1937, biserica de lemn a devenit filie și capelă de cimitir. În ultimele decenii a fost părăsită și lipsită de orice protecție demnă unui spațiu de spirit și cultură. Chiar dacă nu are încă recunoașterea oficială ea stă drept un monument istoric semnificativ local și regional. Biserica se află într-un proces de degradare, care se poate stopa, salvând pentru posteritate valențele sale istorice, arhitecturale și culturale exemplare și îndrăznețe.

## Trăsături
Biserica de lemn din Șirineasa este ridicată din bârne de stejar, fățuite, încheiate în cheotori bisericești în coadă de rândunică. Structura aceasta este cercuită și tencuită pe din afară și pe dinăuntru, dând impresia voită de ctitorii de la 1887 a unei biserici de zid. La colțurile fațadei de vest apar chiar două turnulețe de zid iar profilul în consolă al streașinii este de asemenea zidit din cărămidă. Întreaga acoperire interioară este executată din nuiele împletite, susținută pe dosul ei, în pod, de o structură de nervuri de lemn.
Construcția se distinge de la prima vedere prin planul articulat, în cruce, cu abside laterale bine dezvoltate, egale în dimensiuni atât cu altarul cât și cu pronaosul. Pronaosul este de fapt aproape complet integrat spațiului interior central. Acesta din urmă este la rândul lui unit cu cele două abside laterale într-un larg oval, acoperit de o boltă centrală și calote la capete. Spre răsărit, despărțit de iconostas, stă altarul. Iconostasul prezintă o lucrătură sculptată filigran, de bună calitate, de inspirație brâncovenească, posibil târzie.
La schimbarea radicală care a avut loc între 1883-1887 se remarcă participarea unui arhitect, în prezența lui Constantin Istrătoiu. Acest lucru dovedește o rupere voită de modelul tradițional, perpetuat până atunci prin meșterii dulgheri itineranți de biserici. Cei chemați la refacerea acestui lăcaș au dat formă nu încă unui spațiu de cult ci unui model demn de remarcat în arhitectura sacrală de lemn, unic între bisericile de lemn cunoscute în Oltenia. Tradiția constructivă la bisericile de lemn a stat secole de-a rândul încuiată în tipare rigide, limitate față de nevoile comunităților mai mari din secolele 18 și 19. Arhitectul Constantin Istrătoiu a reușit să obțină un spațiu încăpător, îmbinând tradiția dulgărească, manifestată în calitatea execuției pereților, cu soluțiile tehnice cerute de planul în cruce: tiranții ce traversează spațiul central pentru a lega și stabiliza extremitățile construcției și bolta ușoară de nuiele prinsă în nervuri de lemn. Dacă aceste soluții constructive ar fi fost introduse mai devreme, pe vremea lui Brâncoveanu, ar fi schimbat probabil în mare măsură tradiția dulgherilor de biserici. La sfârșitul secolului 19 arta dulgheriei în arhitectura sacrală era deja în decădere, și, cu toate înoirile aduse la Șirineasa și la Măgureni, nu s-a mai revitalizat în concurență cu arhitectura de zid. Este semnificativ faptul că atât biserica din Șirineasa cât și cea din Măgureni au fost ridicate în sate de foști clăcași, înpropietăriți prin reforma agrară a lui Alexandru Ioan Cuza de la 1864. Acest fapt oglindește și clarifică odată în plus efortul depus în acele vremuri de aceste două comunități de a se ridica și afirma social și cultural.
Pictura murală păstrată la interior, opera pictorului călător Ioan P. Leuleanu, marchează de asemenea o delimitare clară față de tradiția bizantină. Pictată într-o manieră neoclasică, se remarcă îndeosebi prin efortul de a reda cât mai natural figurile umane. Este de reținut tabloul ctitorilor de la intrare, în veșmintele lor tradiționale pline de detalii și farmec. De asemenea, tabloul lui Iisus în glorie, „biruitorul morții și al păcatului”, din centrul bolții naosului, înconjurat de cei patru evangheliști pictați pe pandantivi.

## Imagini exterioare

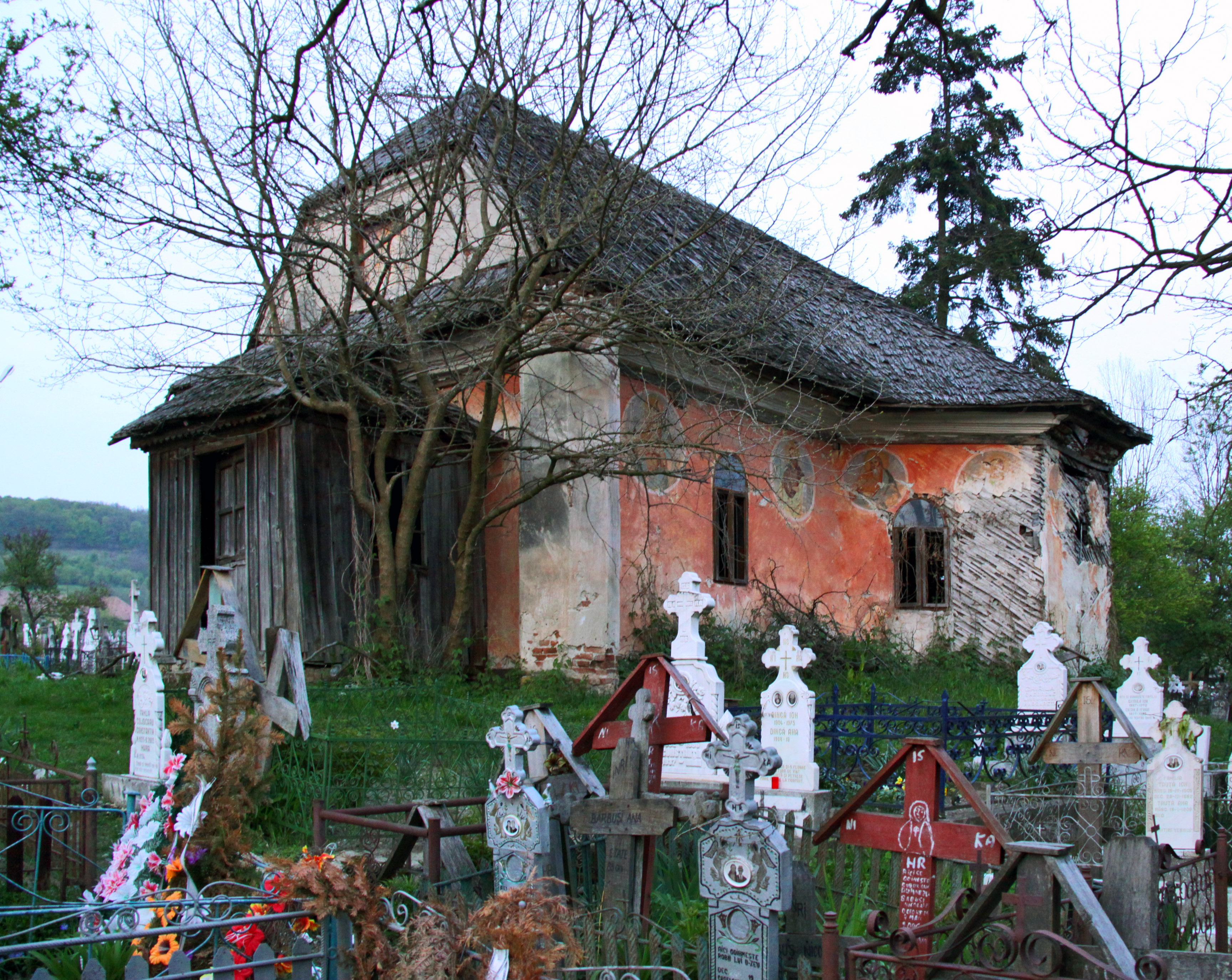
sud-vest
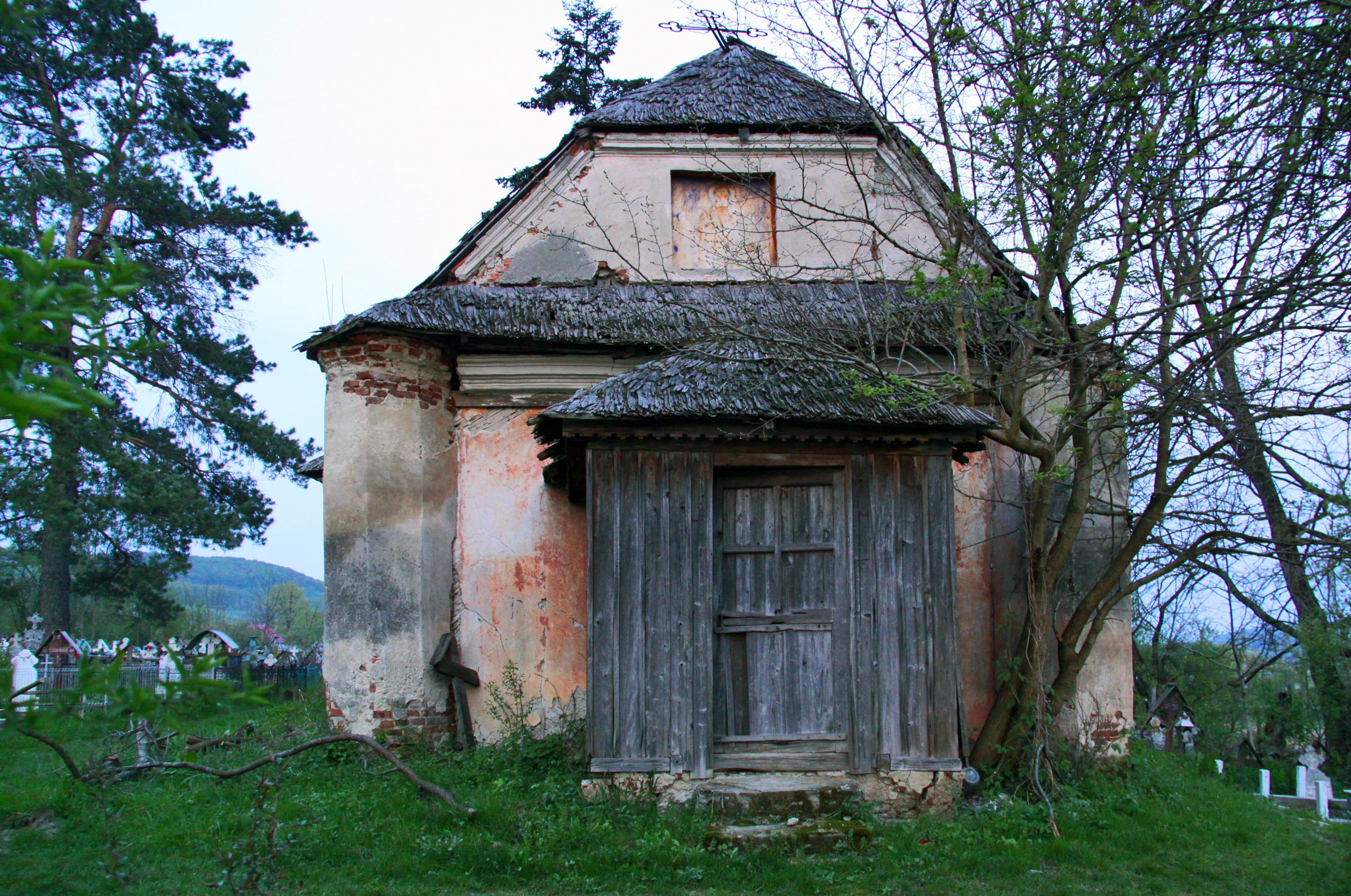
intrarea pe vest
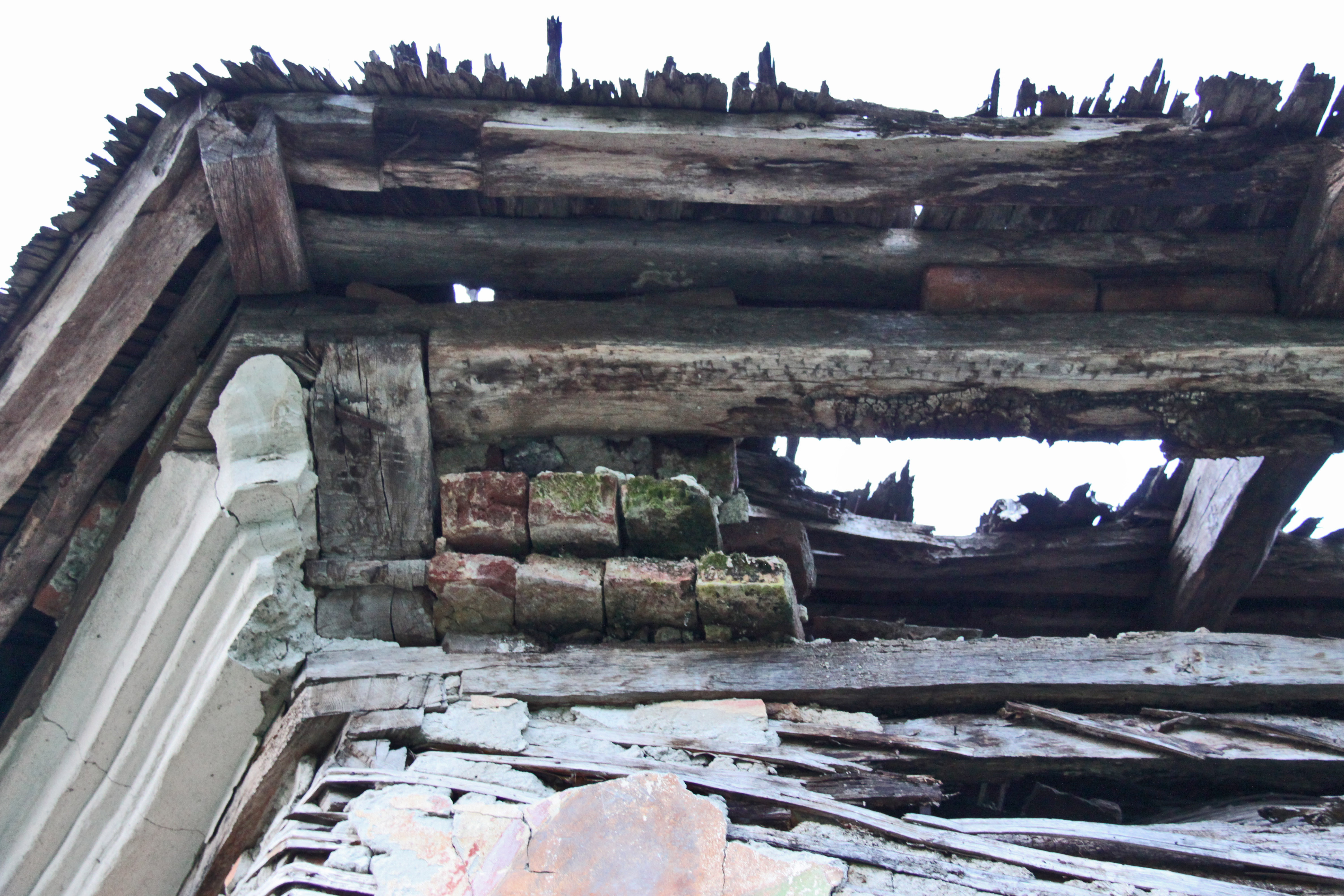
streașină, absida sudică

## Imagini interioare

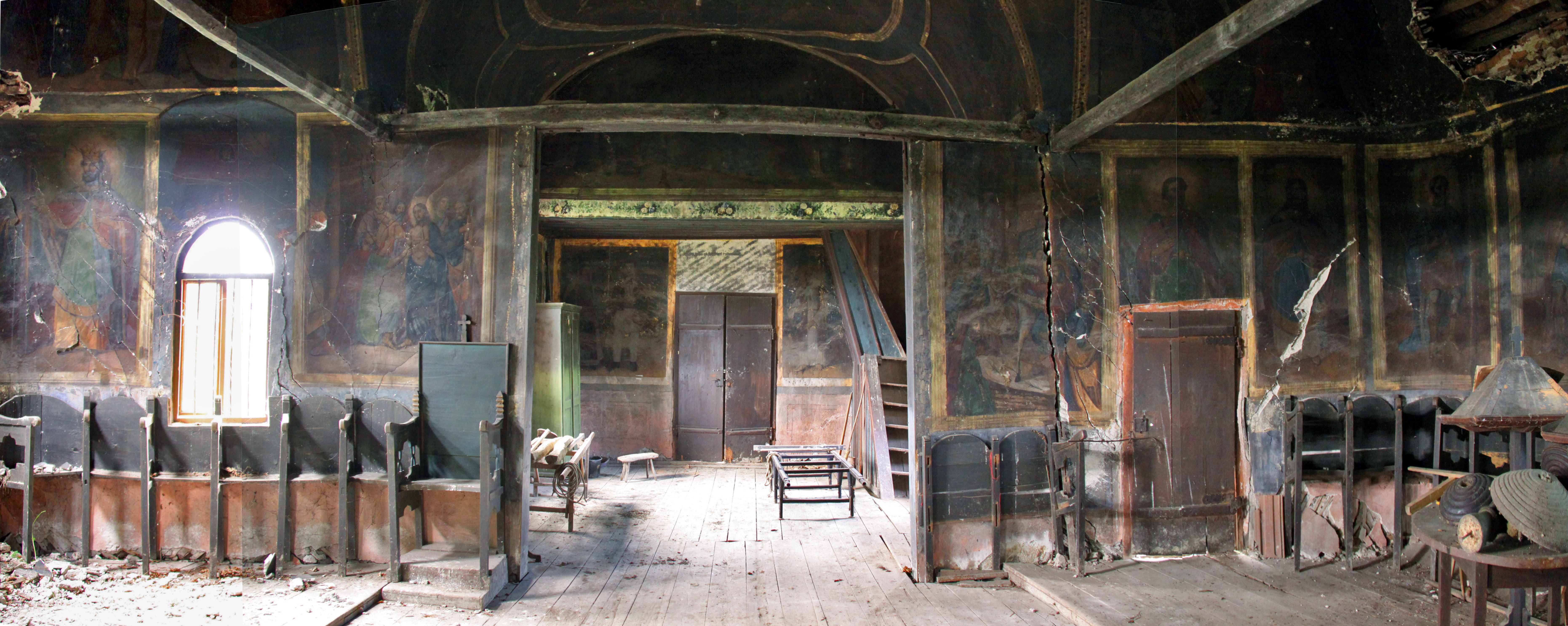
interior, spre intrare
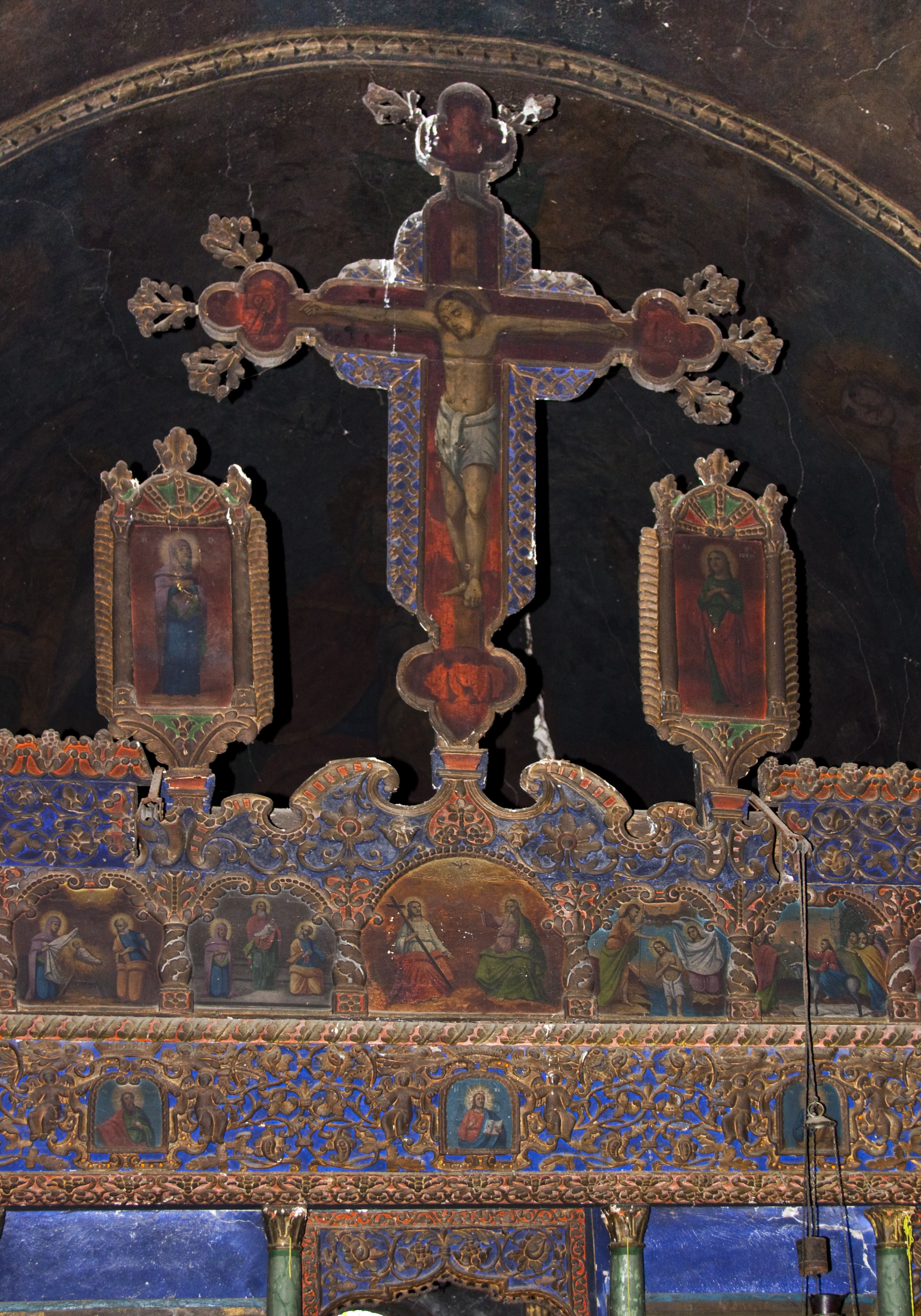
iconostas, detaliu
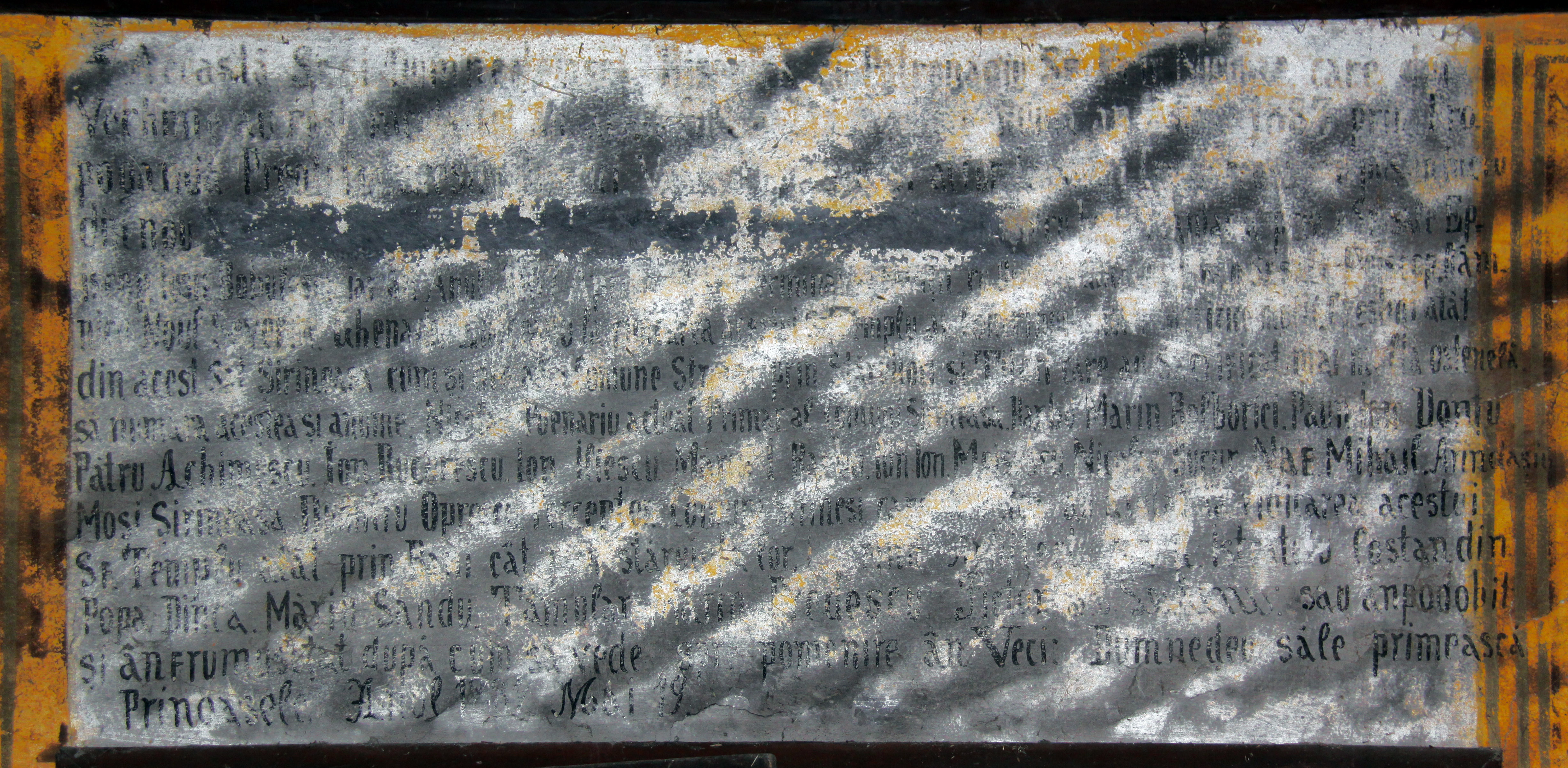
pisania din 1887
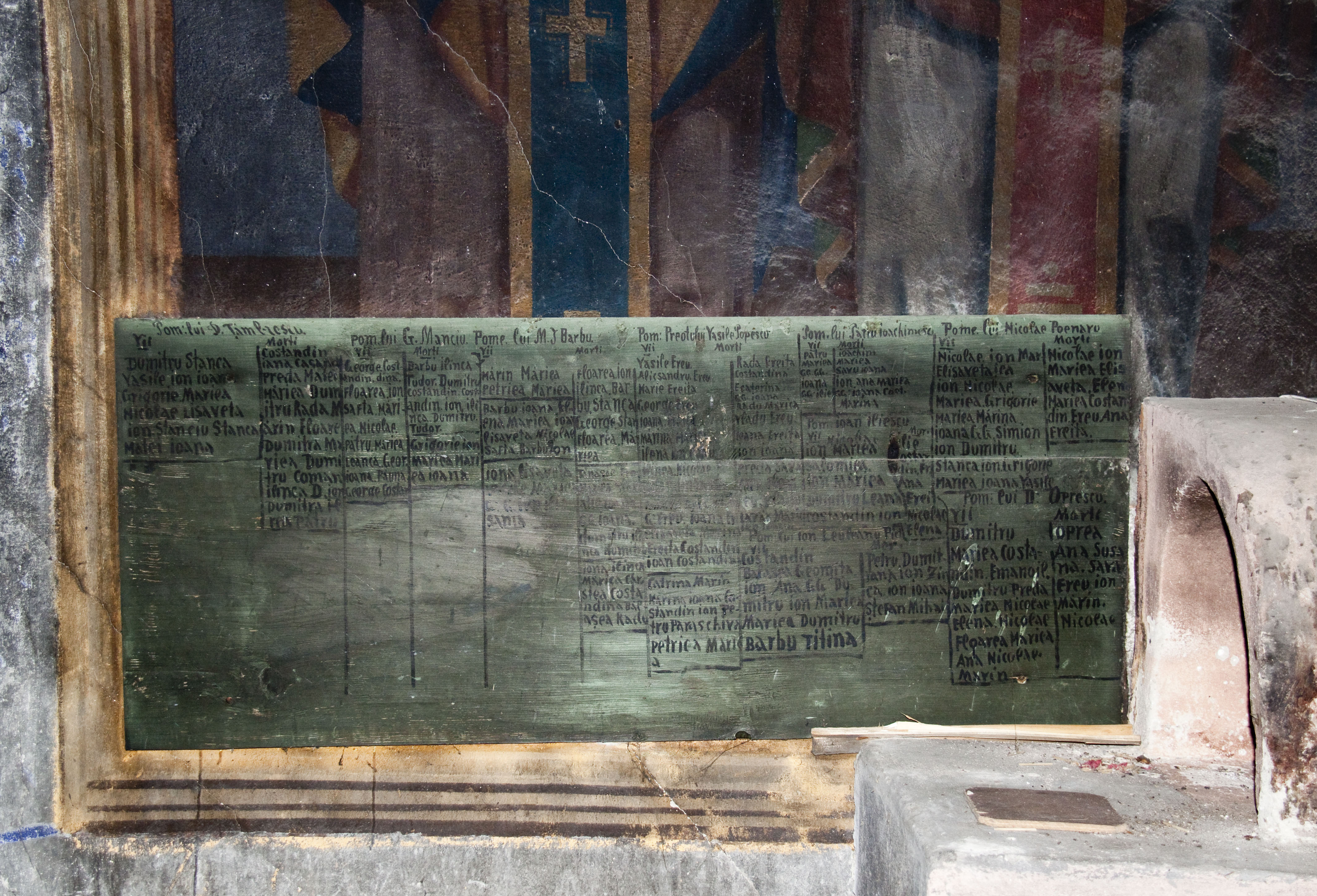
pomelnicul ctitorilor
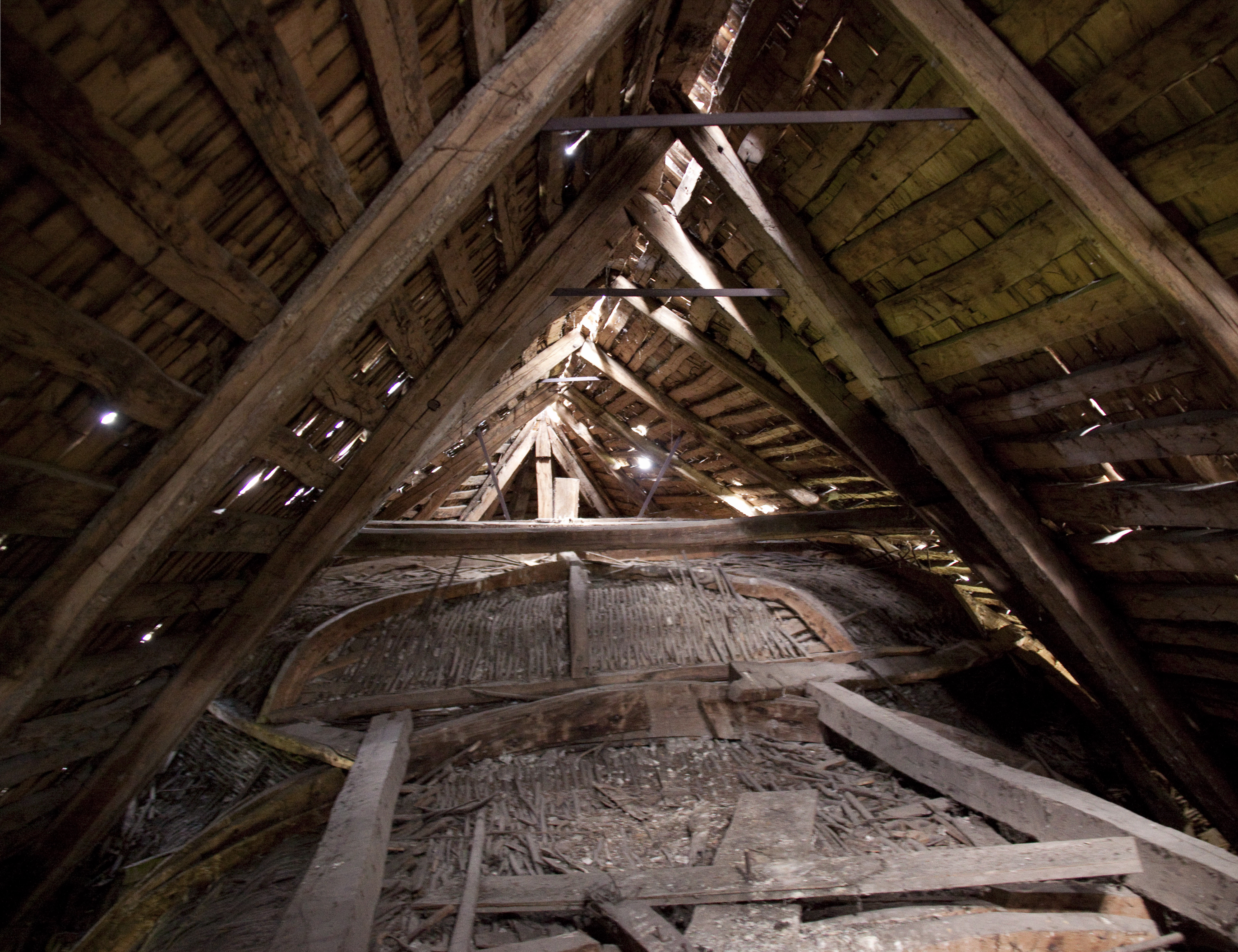
structura bolții